# Zanjan (provins)
Zanjan (زنجان på persisk) er en af de 30 provinser i Iran. Den ligger i den nordvestlige del af landet, og dens hovedby er byen Zanjan. Provinsen ligger 330 km nordvest for Teheran, forbundet ved en motorvej.
Zanjan er blandt andet kendt for produktionen af vindruer uden kerne, for smukt håndværk, som rustfri og skarpe knive, traditionelle sandaler kaldet charoogh og malileh, sidstnævnte er lavet med sølvtråde. Zanjaniske kunsthåndværkere laver også dekorative fade og sølvsmykker. Traditionen med fremstillingen af knive er dog ved at uddø med indførelsen af kinesiske knive, som er billigere og bedre lavet, end det er muligt med disse primitive industrier. Mange af landsbybeboerne er i dag traditionelle tæppevævere. Dette er måske Zanajans mest kendte håndværk.
Zanjan har også en utrolig hule kaldet Katala Khor. Den ligger nær ved Sultaniyeh.